# هيبتا (رواية)
هيبتا رواية للكاتب المصري محمد صادق تتحدث عن  المراحل السبع في العلاقات العاطفية، تصدرت الرواية قوائم الأكثر مبيعًا، وحازت على لقب أفضل رواية لعام 2014 من مكتبات ألف وفيرجن ميجا ستورز في مصر.
تحولت الرواية إلى فيلم سينمائي أُنتج سنة 2016، الفيلم من إخراج هادي الباجوري وسيناريو وائل حمدي، وبطولة ماجد الكدواني، وعمرو يوسف، و ياسمين رئيس، ودينا الشربيني.